# Kolonaki
Kolonaki (grec: Κολωνάκι, literalment "columna petita") és un barri del centre d'Atenes, Grècia. Es troba al sud-oest del Mont Licabet, al qual es pot pujar a peu o en funicular, i està comunicat amb dues estacions de metro.
Kolonaki és un districte ric, elegant i de luxe, que compta amb una sèrie de botigues de gamma alta i de dissenyadors de prestigi grecs i internacionals. Un dels seus principals carrers comercials, Voukourestiou, és conegut per les seues joieries.
A Kolonaki hi ha també museus i galeries. El Museu Benaki, dins d'un edifici neoclàssic, i el Museu Goulandris d'Art Ciclàdic són dues de les millors col·leccions privades del país. Dos museus més petits que es troben a Kolonaki són el Museu d'Història de la Roba Grega i el Museu del Teatre, tots dos altament especialitzats en les seues respectives àrees. El Museu de la Guerra d'Atenes i el Museu Bizantí es troben a l'avinguda Vasilissis Sofias.
Hi ha moltes opcions disponibles per a la vida nocturna, com bars, ouzerís (on beure ouzo i menjar meze) i tavernes.A la plaça principal de Kolonaki, envoltada de cafés i restaurants, és on està la petita columna que dona nom al barri.

| Omónia              | Exàrkhia        | Mont Licabet |
| Psirí i Monastiraki | Rosa dels vents | Ilíssia      |
| Plaka               | Plaça Síndagma  |              |

## Galeria fotogràfica

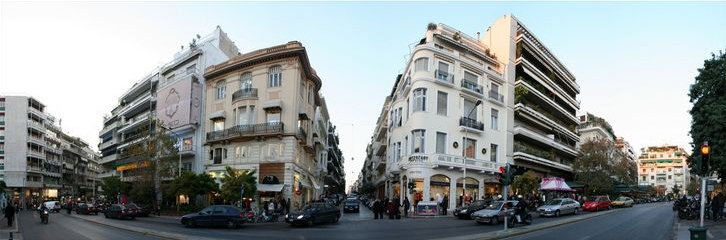
Vista panoràmica de Kolonaki.
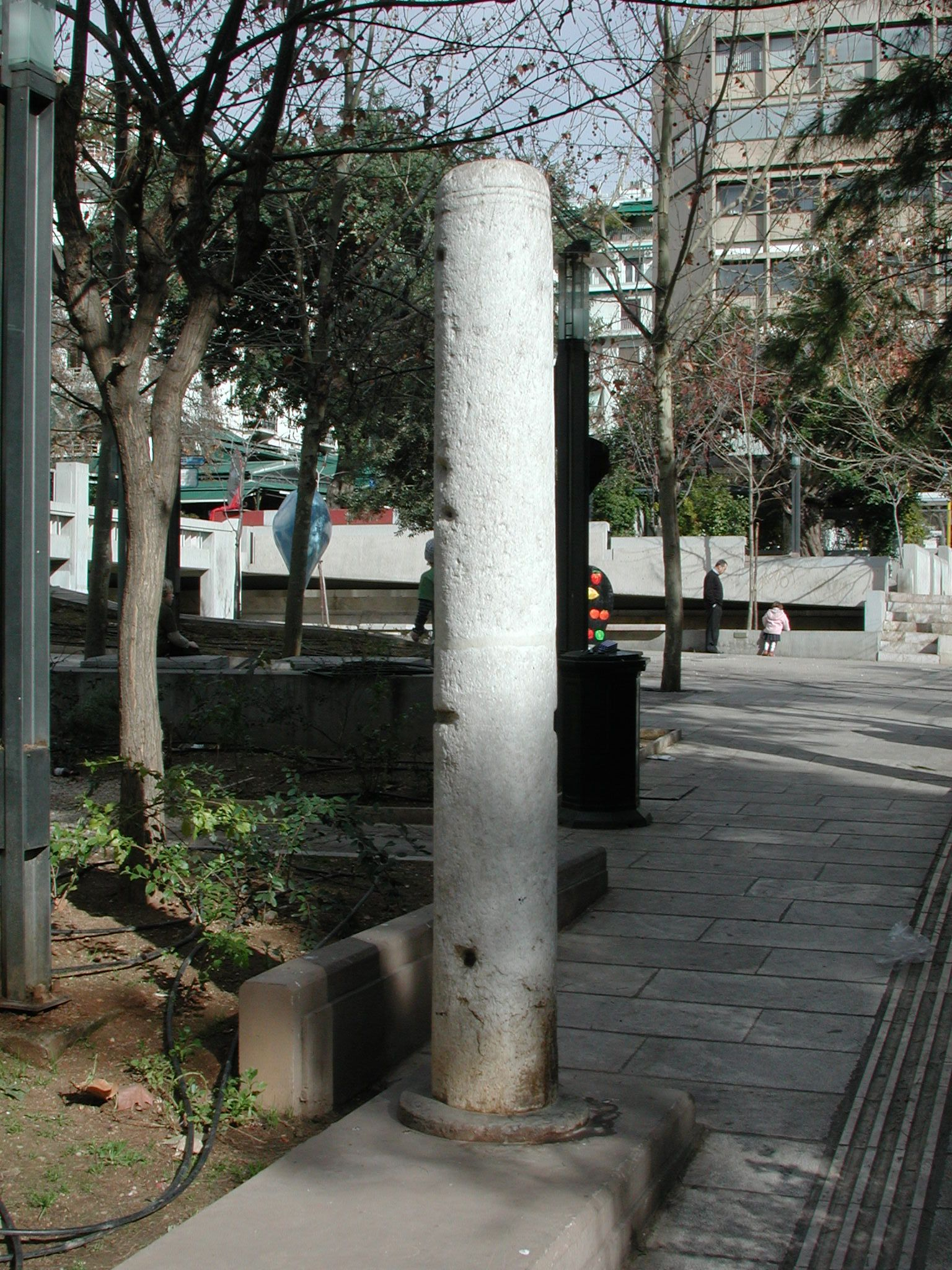
La plaça Kolonakiou amb la columna que dona nom al barri.
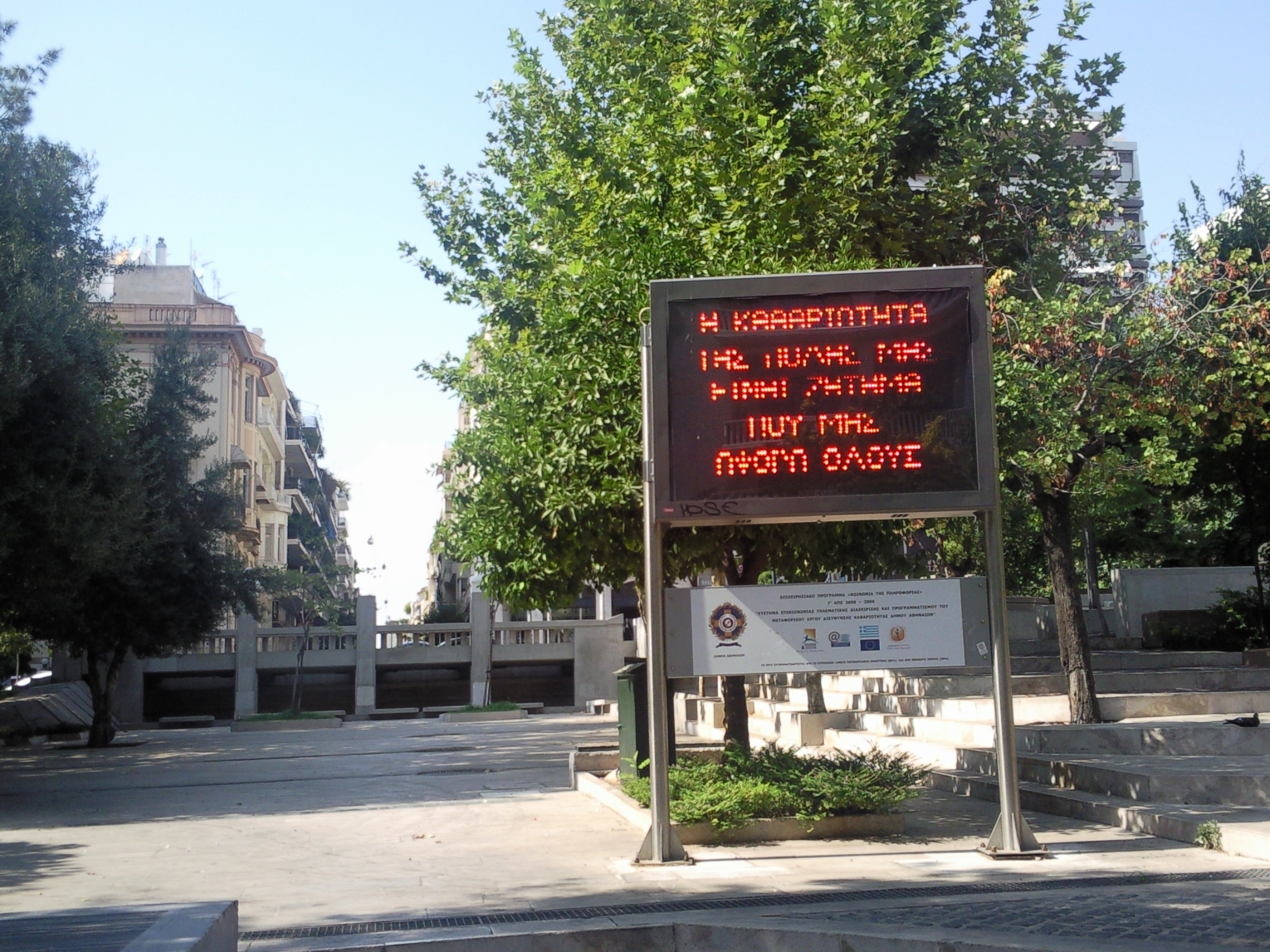
Plaça Kolonakiou.